# Uschakow-Denkmal am Kap Kaliakra

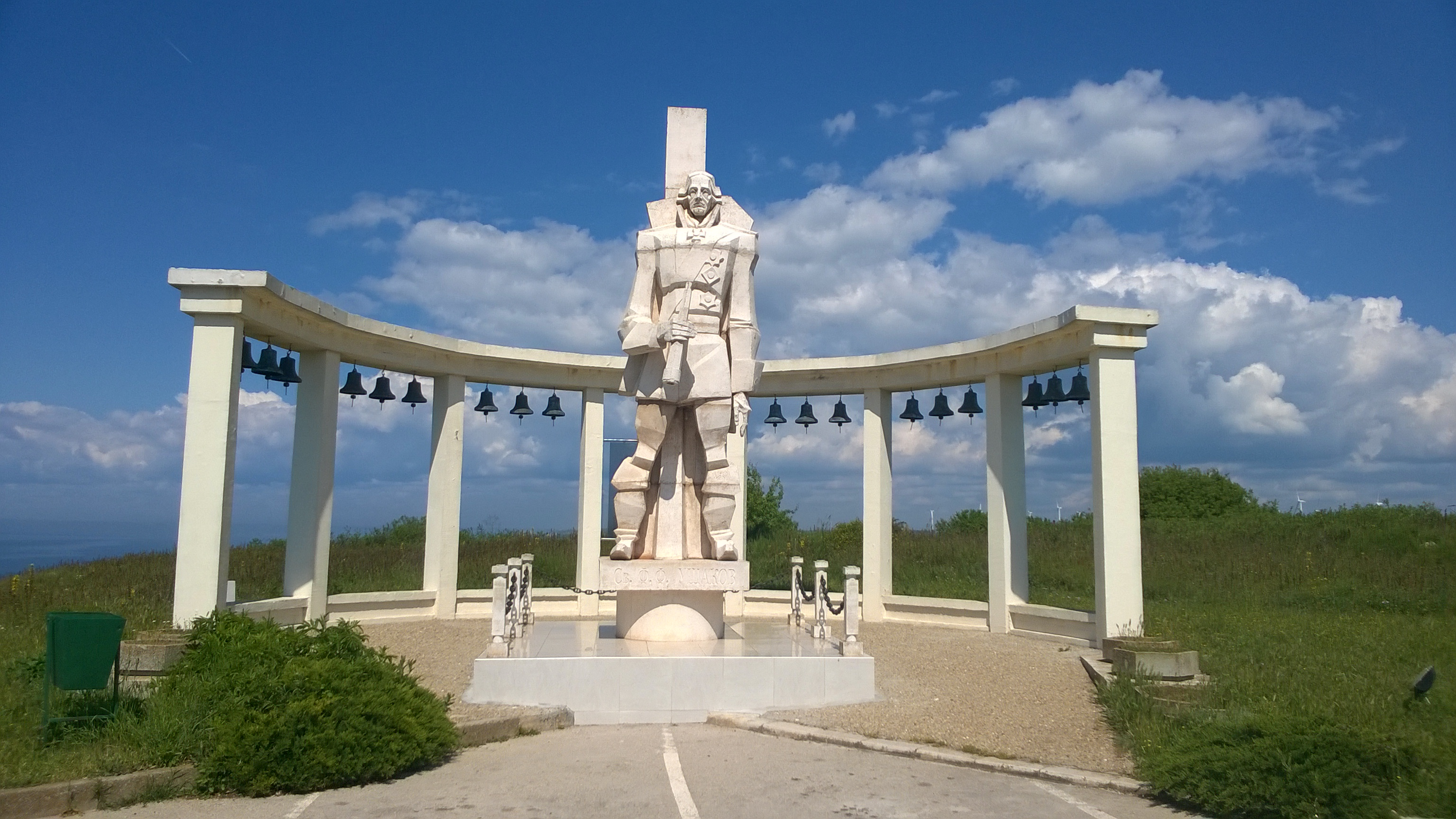
Uschakow-Denkmal am Kap Kaliakra

Das Uschakow-Denkmal am Kap Kaliakra wurde 2006  auf Initiative der „Gesellschaft der Freunde Russlands in Bulgarien“ errichtet und durch den bulgarischen Bildhauer Nikola Bogdanow ausgeführt. Bereits 1968 schuf Bogdanow am Kap Kaliakra ein 3 Meter hohes Basisrelief mit der kyrillischen Inschrift „Ф.Ф.Ушаков. 1791 г.“. Die 6 Meter hohe weiße Betonstatue (Gesamthöhe des Denkmals ist 8 m.) steht auf einem etwa 70 Meter hohen Felsen. Das Denkmal wurde dem 215. Jahrestag des Siegs in der Seeschlacht von Kaliakra 31. Julijul. / 11. August 1791greg. gewidmet, in der während des Russisch-Türkischen Krieges von 1787-1791 eine türkische Flotte durch russische Kriegsschiffe unter Admiral Fjodor Uschakow geschlagen wurde. 
Das Denkmal wurde am 10. August 2006 durch den Metropolit der Diözese von Warna und Weliki Preslaw Kiril Kowatschew eingeweiht. 2001 war Fjodor Uschakow von der Russisch-Orthodoxen Kirche als Rechtschaffener Theodor Uschakow heiliggesprochen worden. 2011 wurde im Halbkreis hinter der Statue zusätzlich eine siebenschiffige Kolonnade mit 8 eckigen Pfeilern errichtet, an deren Gebälk 18 Glocken hängen, die jeweils den Schiffsnamen eines der 18 an der Schlacht beteiligten russischen Kriegsschiffe tragen. Das Denkmal, das am 24. September der Öffentlichkeit übergeben wurde, trägt offiziell den Namen Memorial für die ruhmreiche Kriegsmarine Russlands „Hl. Admiral Fjodor Uschakow“.